# Museo Nacional Danés de Fotografía
El Museo Nacional Danés de Fotografía es un museo danés de fotografía dependiente de la Biblioteca Real Danesa que se encuentra situado en el edificio denominado Black Diamond en la isla de Slotsholmen de Copenhague. 
Fundado en 1996 como organismo asociado de la Biblioteca Real Danesa no terminó de instalarse en el edificio Black Diamond hasta 1999.
La Biblioteca Real ha estado recolectando fotografías desde la invención de la misma. Al principio se pegaban las fotografías en álbumes y su número fue aumentando mediante donaciones y adquisiciones. En 1902 la colección se incorporó al Departamento de Mapas e Imágenes de la Biblioteca Real que se acababa de crear. Desde el comienzo de la década de 1950 se intensificaron los esfuerzos por construir una amplia colección de fotografías bajo la dirección de Bjørn Ochner, que está considerado como el primer historiador danés de fotografía. Actualmente la Biblioteca Real dispone de alrededor de 18 millones de fotografías.
En sus colecciones se pueden encontrar unas 100.000 fotografías de fotógrafos daneses y extranjeros desde 1839 a la actualidad. La colección de daguerrotipos es la más extensa de Escandinavia. Los ejemplares del siglo XIX destacan por su representatividad.